# Joy-Con
O Joy-Con é o controlador padrão utilizado pela consola de videojogos Nintendo Switch. Os controles poderão ser utilizados como um controle tradicional, ou divididos em dois. Na segunda situação, o controle poderá ser utilizado pelo mesmo usuário, ou por duas pessoas diferentes.

## Recursos
A Nintendo afirma que os Joy-con são uma união de tudo o que a empresa já fez até hoje, ou seja, uma união dos controles de todos os consoles lançados por ela. 
Tanto o Joy-con L como o Joy-con R possuem acelerômetro e giroscópio, possibilitando jogos com sensores de movimento.
Como é um híbrido, os dois controles já vêm junto com o console, eles vêm presos na lateral do aparelho. Porém, eles podem ser destacados e funcionam como joysticks independentes. Cada um deles possui todos os botões – incluindo L e R, e controle analógico.
O novo sistema de vibração é mais apurado e pode simular diferentes objetos na mão do jogador.
O Joy-con também traz um botão share como o controle do PlayStation 4 para compartilhamento de imagens e vídeos, mas um dos itens que chamou atenção foi o sensor de profundidade que, segundo a Nintendo, pode reconhecer o formato das mãos e a distância do controle para os objetos.
Um dos games demonstrados para o console foi Arms, um game de luta de boxe em que os lutadores estendem os braços, misturando jogo de socos com tiros. O jogador segura um Joy-con em cada uma das mãos e literalmente soca para acertar o inimigo.

### Utilização
- Por um jogador, com os dois acoplados na consola.
- Por um jogador, removido e utilizado separadamente em cada mão (semelhante ao Wii Remote e ao Nunchuk).
- Por um jogador, acoplado ao Joy-Con Grip para ser usado semelhante a um gamepad.
- Por dois jogadores, removido e usado individualmente.

## Ver Também
- Nintendo Switch
- Nintendo Switch Pro Controller
- Wii Remote